# کارولین ویر
کارولین ویر (انگلیسی: Caroline Weir؛ زادهٔ ۲۰ ژوئن ۱۹۹۵) بازیکن فوتبال اهل بریتانیا است.
از باشگاه‌هایی که در آن بازی کرده‌است می‌توان به تیم فوتبال زنان آرسنال و باشگاه فوتبال زنان لیورپول اشاره کرد.
وی همچنین در تیم‌های ملی فوتبال Scotland women's national under-17 football team, Scotland women's national under-19 football team، زنان اسکاتلند، و Great Britain women's Olympic football team بازی کرده‌است.